# إنتر ميلان موسم 2016–17
كان موسم 2016–17 هو الموسم الـ108 في وجود نادي إنتر ميلان لكرة القدم والموسم الـ101 على التوالي في الدوري الإيطالي. تنافس الفريق في الدوري الإيطالي، وفي كأس إيطاليا، وفي الدوري الأوروبي.